# Muhr (Salzburg)
Muhr is een gemeente in de Oostenrijkse deelstaat Salzburger Land, en maakt deel uit van het district Tamsweg.
Muhr telt 588 inwoners.
Göriach ·
Lessach ·
Mariapfarr ·
Mauterndorf ·
Muhr ·
Ramingstein ·
St. Andrä ·
St. Margarethen ·
St. Michael ·
Tamsweg ·
Thomatal ·
Tweng ·
Unternberg ·
Weißpriach ·
Zederhaus
- Gemeinsame Normdatei: 4483627-2
- Virtual International Authority File: 236549756